# Thoma Deliana
Thoma Deliana (nevének ejtése θɔma dɛljana; Elbasan, 1924. február 20. – ?, 2014. szeptember 14.) albán kommunista politikus. 1944-től pártfunkcionáriusi karriert futott be, 1965 és 1976 között Albánia oktatásügyi, ezzel párhuzamosan 1966-tól egy évtizedig művelődési minisztere volt. 1976-ban pártfunkcióitól megfosztották.

## Életútja
A közép-albániai Elbasanban született, tanár szülők gyermekeként. Szülővárosában járta ki a Shkolla Normale tanítóképző középiskolát 1943-ban. 1943 szeptemberében csatlakozott az Albán Kommunista Párthoz, és 1944-ig Elbasanban agitált mint pártmunkás. 1944. november–decemberben az egyik korçai ifjúsági pártszervezetet irányította, majd 1945 áprilisáig Peshkopiában volt politikai biztos. 1945 májusában beválasztották az elbasani pártszervezet központi bizottságába, majd 1946 januárjától 1947 szeptemberéig a bizottság titkáraként tevékenykedett. 1947 szeptemberétől az Állami Tervbizottság osztályelnöki feladatait látta el 1948 decemberéig, amikor a központi bizottság káderigazgatóságára került át. 1951-ig osztályvezetőként, 1951-től 1953-ig igazgatóhelyettesként, majd 1955-ig ismét osztályvezetőként dolgozott az igazgatóságon. Időközben 1952-től a párt országos központi bizottságának tagja lett maga is, 1954-ben pedig az albán nemzetgyűlés képviselőjévé választották. 1955-től 1958-ig a moszkvai Vlagyimir Iljics Lenin Pártfőiskolán vett részt politikai továbbképzésen.
Hazatérését követően 1958-tól három évig az elbasani kerületi pártszervezet első titkári feladatait látta el, 1961-től 1965-ig pedig Manush Myftiu oktatásügyi miniszter első helyetteseként tevékenykedett. 1965. június 23-ától 1976. május 3-áig Mehmet Shehu kormányaiban vezette az oktatásügyi tárcát, ezzel párhuzamosan 1966. március 17-étől művelődési miniszter is volt. Deliana Albánia történetének a leghosszabb ideig hivatalban lévő oktatásügyi tárcavezetője volt. 1976-ban kizárták a központi bizottságból, elveszítette nemzetgyűlési mandátumát. 1977-ig még a tepelenai gimnázium igazgatójaként tevékenykedhetett, de 1977-ben onnan is kirúgták, és 1985-ig kétkezi munkásként, majd pásztorként dolgozott egy Tepelena melletti kis faluban, Dhëmblanban. 1985-ben hazatérhetett Elbasanba, 2014-ben halt meg kilencvenéves korában.